# Дерматокраніум
Дерматокраніум (від грец. δερμα, латиніз. derma, родовий відмінок dermatos — «шкіра», + kranion — «череп») — кістковий покрив голови хребетних, утворений шкіряними за походженням (дермальними, покривними, або накладними) кістками. Покриває зовні мозковий череп, а також щелепну і, частково, задні вісцелярні дуги.
Філогенетично ці кістки походять від кістяної броні ранніх риб.